# Henny ter Weer
Henny ter Weer (7 de agosto de 1922 - 12 de agosto de 2013) fue un esgrimidor holandés. Compitió en el florete individual y de equipo y de los eventos de equipo de sable en los Juegos Olímpicos de Londres 1948.